# Angelo Tafas
Angelo Tafas (Atene, 5 luglio 2000) è un calciatore albanese, portiere del Tirana.

## Carriera

### Club
Il 3 agosto 2020 viene acquistato a titolo definitivo dalla squadra albanese del Kukësi.

## Statistiche

### Presenze e reti nei club
Statistiche aggiornate al 25 maggio 2025.
| Stagione        | Squadra         | Campionato      | Campionato | Campionato | Coppe nazionali | Coppe nazionali | Coppe nazionali | Coppe continentali | Coppe continentali | Coppe continentali | Altre coppe | Altre coppe | Altre coppe | Totale | Totale |
| Stagione        | Squadra         | Comp            | Pres       | Reti       | Comp            | Pres            | Reti            | Comp               | Pres               | Reti               | Comp        | Pres        | Reti        | Pres   | Reti   |
| --------------- | --------------- | --------------- | ---------- | ---------- | --------------- | --------------- | --------------- | ------------------ | ------------------ | ------------------ | ----------- | ----------- | ----------- | ------ | ------ |
| 2019-2020       | Ionikos         | SL2             | 2          | -1         | CG              | 0               | 0               | -                  | -                  | -                  | -           | -           | -           | 2      | -1     |
| 2020-2021       | Kukësi          | KS              | 18         | -26        | CA              | 2               | -1              | UEL                | 0                  | 0                  | -           | -           | -           | 20     | -27    |
| 2021-2022       | Kukësi          | KS              | 28         | -30        | CA              | 0               | -0              | -                  | -                  | -                  | -           | -           | -           | 28     | -30    |
| 2022-2023       | Kukësi          | KS              | 25         | -23        | CA              | 5               | -3              | -                  | -                  | -                  | -           | -           | -           | 30     | -26    |
| lug. 2023       | Gjilani         | SL              | 0          | 0          | CK              | 0               | 0               | UECL               | 2                  | -4                 | -           | -           | -           | 2      | -4     |
| 2023-2024       | Kukësi          | KS              | 32         | -44        | CA              | 6               | -3              | -                  | -                  | -                  | -           | -           | -           | 38     | -47    |
| Totale Kukësi   | Totale Kukësi   | Totale Kukësi   | 103        | -123       |                 | 13              | -7              |                    | 0                  | 0                  |             | -           | -           | 116    | -130   |
| 2024-2025       | Teuta           | KS              | 32         | -40        | CA              | 1               | -2              | -                  | -                  | -                  | -           | -           | -           | 33     | -42    |
| 2025-2026       | Tirana          | KS              | 0          | 0          | CA              | 0               | 0               | -                  | -                  | -                  | -           | -           | -           | 0      | 0      |
| Totale carriera | Totale carriera | Totale carriera | 137        | -164       |                 | 14              | -9              |                    | 2                  | -4                 |             | -           | -           | 153    | -177   |